# Kagome Higurashi
Kagome Higurashi (日暮かごめ Higurashi Kagome?) (renombrada como Aome en el doblaje mexicano del anime por cuestiones de cacofonía) es un personaje de ficción y la protagonista de la serie de anime y manga Inuyasha, creada por Rumiko Takahashi. Inuyasha es su interés amoroso (al principio y al final del manga y el anime) y su esposo (al final del manga y el anime).
La versión anime de la serie recibe muchas críticas referentes a la variación en las personalidades originales de Kikyō y Kagome, siendo la primera mostrada en una versión mucho más frívola y cruel; y la segunda más infantil que la mostrada en el manga.

## Información del personaje
Su nombre significa perla brillante o perla sagrada ya que el nombre Ka-go-me proviene de la Shikon no Tama, porque cuando la madre de Kagome la tomó en sus brazos vio un brillo en su pecho, tanto como una estrella.
Kagome es la mayor de los hermanos Higurashi. Tiene un hermano menor llamado Sota. Su abuelo es el dueño de un templo Shinto, cerca de Tokio.
Al encontrar el pozo del tiempo, ella logra hacer kehkkei, también conocidos como campos de fuerza, además de sus antiguos ataques como las flechas purificadoras o lograr ver los fragmento de la perla de Shikon no Tama (Kagome y Kikyo son las únicas que lo pueden hacer).
Siempre ayuda a las personas incondicionalmente, sanando las heridas del corazón.
En su cumpleaños número 15, un monstruo mitad mujer y mitad ciempiés la arrastra hasta el Japón del período Sengoku, donde conoce a la anciana Kaede, quien le dice que se parece mucho a su hermana Kikyo. Kagome es la reencarnación de Kikyo. Más adelante conoce a Inuyasha, el medio-demonio sellado en el árbol sagrado por Kikyo, el cual al principio intenta asesinarla. Más adelante ambos son atacados por un demonio cuervo y Kagome al intentar recuperar la esfera, esta la destruye en varios fragmentos. Juntos intentan encontrar los pedazos de la desaparecida Joya de las Cuatro Almas (Shikon no Tama). Más adelante van sintiendo atracción entre ellos.
A medida que van viajando se les unen más compañeros, el primero Shippo un pequeño demonio zorro huérfano que se siente muy unidos a ambos. Después con Miroku un monje budista atractivo y libertino, con el cual comienzan a buscar a Naraku. Finalmente se les une Sango la sobreviviente del clan de los exterminadores de demonios y Kirara un demonio gato enorme, los cuales luchan todos contra Naraku.
En el episodio 522 del manga el sello que impide que los poderes de Kagome se incrementen se fortalece por culpa de Magatsuhi, un espíritu maligno nacido de la perla, haciendo que Kagome pierda incluso los poderes que ya tenía. Kaede cree que para romper el sello deben destruir a Magatsuhi.
Posteriormente, durante la lucha en el interior de Naraku, Inuyasha y Sesshomaru logran combinar sus fuerzas para destruir a Magatsuhi, provocan que el sello de Kagome se desvanezca y despierte el potencial de sus poderes purificadores, que hacen que la luz vuelva a aparecer en la Shikon no Tama (Perla de Shikon). Sin el sello los poderes de Kagome llegan a ser tan fuertes como los de Kikyo.
Finalmente, tras una ardua lucha, es Kagome quien le da el golpe final al alma de Naraku, atravesando con una de sus flechas la perla de Shikon, pero Naraku, antes de desaparecer, revela que pidió un deseo a la perla, y Kagome es absorbida de repente al Meido (debido al ataque que Byakuya le había asestado previamente), pero Inuyasha la sigue. Esto provoca que el pozo desaparezca, tanto en el presente como en el pasado.
Kagome acaba flotando en la oscuridad sola y con la Shikon no Tama flotando delante de ella, todavía atravesada por su flecha, e Inuyasha acaba dentro de la misma perla, donde ve a Midoriko, los demonios con los que esta combate y a Naraku, dormido en un profundo sueño. Los youkai revelan que el deseo de la perla (y el del propio Naraku) es que Kagome pida un deseo para que quede atrapada dentro de la perla, luchando contra Naraku eternamente reemplazando de ese modo a Midoriko.
La perla tienta a Kagome para que desee ver de nuevo a Inuyasha, pero ésta, tras escuchar la voz de Inuyasha, decide no hacerlo, y entonces Inuyasha logra escapar de la perla y reunirse con Kagome. Se besan (en el manga sólo se abrazan) y Kagome se llena de valor gracias a Inuyasha y pide un último deseo a la perla de Shikon: que desaparezca para siempre. La perla se purifica y se desvanece, y el pozo devora huesos aparece, devolviendo a cada uno a su respectiva época, aunque luego queda bloqueado. Kagome se da cuenta de que se debe a que sus sentimientos no eran del todo claros, pero al desear pasar el resto de su vida con Inuyasha y sus amigos, el pozo vuelve a conectar y ella se queda a vivir en la época feudal.

## Apariencia
Kagome luce como una joven de ojos marrones (grises en el manga), cabello negro, largo y con tonos azules. Su apariencia en el manga es bastante similar al de otro personaje, la sacerdotisa Kihkyo.

### Vestimenta
En cuanto a su vestimenta. Kagome viste normalmente el común atuendo de estudiante japonesa, compuesto por una blusa de manga larga con los puños y el cuello de color verde cruzados por una línea blanca, lleva un pañuelo atado al cuello de color rojo; lleva una falda corta con plises de color verde por sobre las rodillas, las calcetas son de color blanco y los zapatos son de tipo simple color café. Acostumbra a ir con esta ropa a la época antigua y muchas veces de regreso, debe ir a la escuela con otra ropa porque su uniforme se ha manchado o se ha roto en las batallas.
Aunque también hay ocasiones en donde en su época usa otra clase de ropa, como piyamas o vestidos.
Tanto en el final del anime como del manga, acostumbra llevar un traje de sacerdotisa.

## Romance
Kagome e Inuyasha se conocieron en un momento difícil para él. Siendo ella la reencarnación de Kikyo, Inuyasha le mostraba recelo, antipatía y odio (por lo sucedido anteriormente con la sacerdotisa). No obstante, la actitud ingenua y amable de Kagome hacia Inuyasha disipó su actitud ruda y arizca y ambos comienzan a confiar el uno al otro. A medida que pasa el tiempo, Inuyasha comienza a crear sentimientos amorosos hacia ella y Kagome termina enamorada de él. Ellos suelen pasar la mayor parte del tiempo juntos, sin embargo, ambos poseen una actitud un tanto infantil y temperamental por lo que suelen discutir bastante, terminando con Inuyasha en el suelo después del clásico "Osuwari".
Inuyasha toma una forma de ser protectora con Kagome, la cual se transforma un tanto obsesiva. Él jamás tuvo a quien cuidar ni proteger por lo que suele inquietarse o desesperarse cuando ella no está a su lado o cuando cae en peligro (cabe notar que Inuyasha la sobreprotege porque no quiere que ella muera al igual que Kikyo). Sin embargo, el hecho de que apareciera Kikyo nuevamente complica las cosas, Inuyasha siente que fue el culpable de su muerte y que tiene el compromiso de morir con ella, por lo que no puede olvidarla. Kagome se deprime cuando se da cuenta de que Inuyasha todavía ama a Kihkyō (cuando no es así) y a veces piensa en que lo mejor sería si ella volviera a su mundo y dejara a los dos hacer su vida. Pero cambia de parecer porque ella lo único que quiere hacer, además de conseguir los fragmentos de la Perla de Shikon, es cuidar de Inuyasha ya que él sólo es fuerte cuando está Kagome a su lado, aunque sepa que eso la va a terminar lastimando más, pero a ella no le importa nada de eso con la condición de verlo feliz.
Kagome tiene otros pretendientes también: Koga; (al cual aprecia mucho) un personaje del clan de los lobos que la secuestró, le confiesa su amor y sus deseos de hacerla su mujer y matar a Inuyasha para que sea él el único hombre que domine su corazón. A menudo la corteja llevándole flores, tomando sus manos o preguntando por su bienestar; otro pretendiente es de su época llamado Hōjō, su compañero de secundaria, quien siempre está preocupado por la salud de Kagome, ella acepta a salir con él pero no siente nada más que amistad. Un tercer pretendiente es Hōjō Akitoki, el cual aparece en la segunda película y en unos capítulos del anime, y al parecer es un antepasado del Hojo de su época, el cual desea hacerla su esposa.
Kagome ama demasiado a Inuyasha el cual aún piensa en proteger y salvar el alma de Kikyo, su primer amor y ocasiona celos a Kagome en varios episodios. Kagome cree que Inuyasha ama más a Kikyo, sin embargo el sentimiento de Inuyasha por ella va creciendo en el transcurso de la serie. En una ocasión, Kagome se da cuenta de que a pesar del pasado que Kikyo tuvo con él y del sacrificio que hizo por él, ella conoce mucho más a Inuyasha y vivió muchas más cosas con él, superando de ese modo su propia inseguridad. Ambos se enamoran, pero son muy vergonzosos para expresarlo de forma abierta, no obstante la actitud de preocupación y cariño de ambos hacia el otro deja ver sus sentimientos. Durante la segunda película, Kagome le dice que le gusta tal y como es, un híbrido, y le da un beso para evitar su transformación en demonio para que la recuerde y recupere la conciencia. Al final se casan y poco tiempo después darían la bienvenida a la única hija que tendrán llamada Moroha.